# Garçonne divat

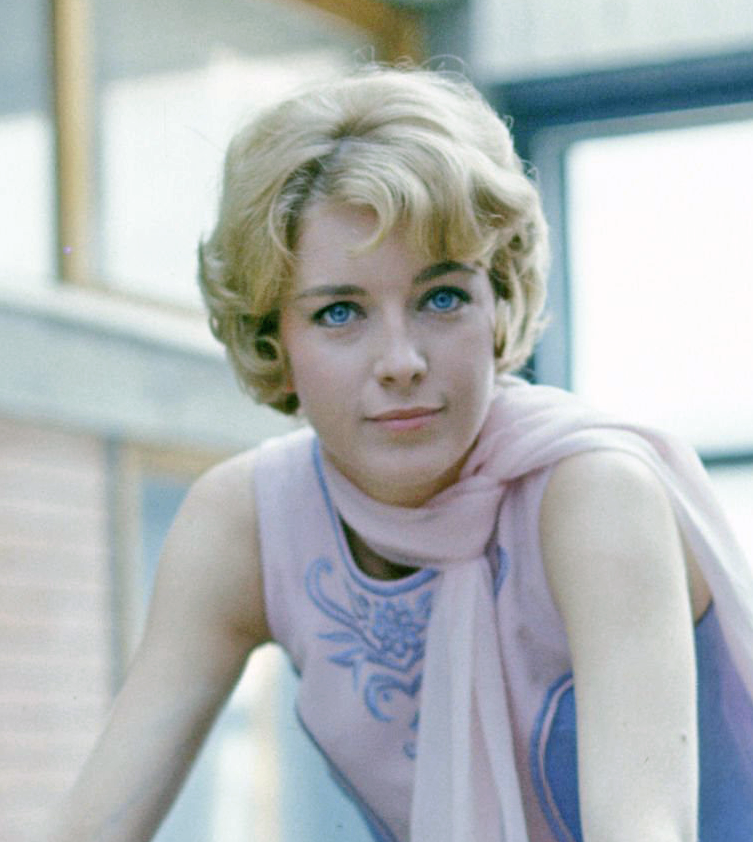
Marie Dubois 1968-ban készült fotója a garçonne divat stílusában

A garçonne divat  (franciául kb. fiús lány) kifejezés Victor Margueritte    1922-ben megjelent La Garçonne című regényének  címszereplőjét idézi. Az első világháború után divatos női ruházati stílusra utal, amely a "férfias nők" hangsúlyozásával az emancipáció egyik kifejeződési formája volt. Lényegében az 1920-as évek divatja volt, amely 1927 táján élte virágkorát. Magyarországon e stílust gyakran Marlene Dietrich személyéhez kötik, aki az 1930-as években lett sikeres amerikai színésznő. Ezt az időszakot androgün néven emlegetik,  mint  ”nemtelen” divatirányzatot. Marlene és mások, mint pl. Katharine Hepburn gyakran viseltek filmjeiken és magánéletükben is nadrágkosztümöt, a közönség egy részének felháborodását kiváltva.  

## Jellemzői
- A mellet és a derekat figyelmen kívül hagyó, rövid ruhák illettek a vékony, lapos testformákhoz
- A férfiruházat egye eleminek felhasználása nőknél is pl. a paletot kabát ( paletot), a pizsama mint neglizsé és a zsakett  vagy a szmokingkabátos kosztümök.
- E stílus jellemzője volt a rövidre vágott egyenes bubifrizura, vagy az etoni diákok szigorúan hátrafésült haja.